# Feusdorf

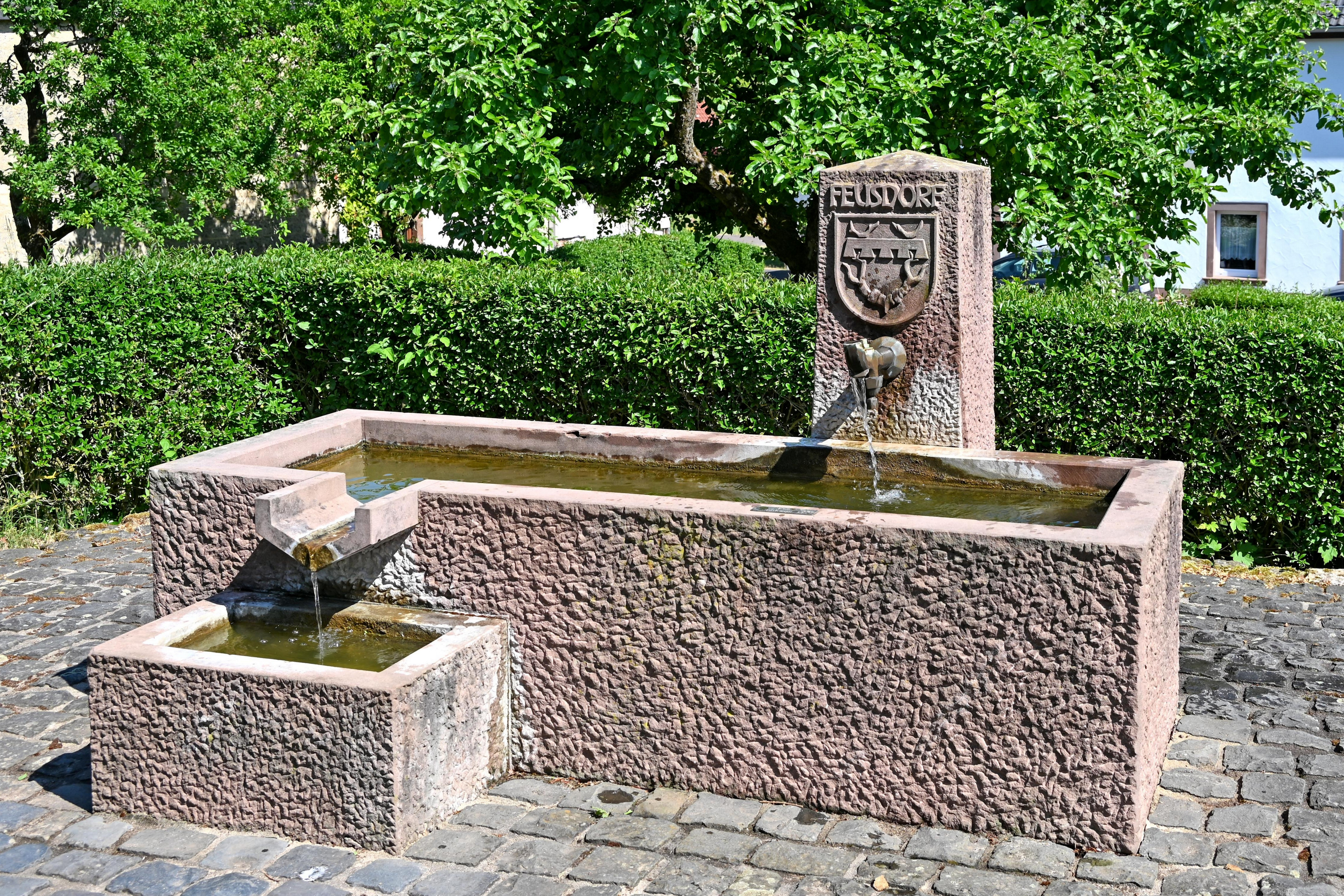
Dorfbrunnen mit Ortswappen

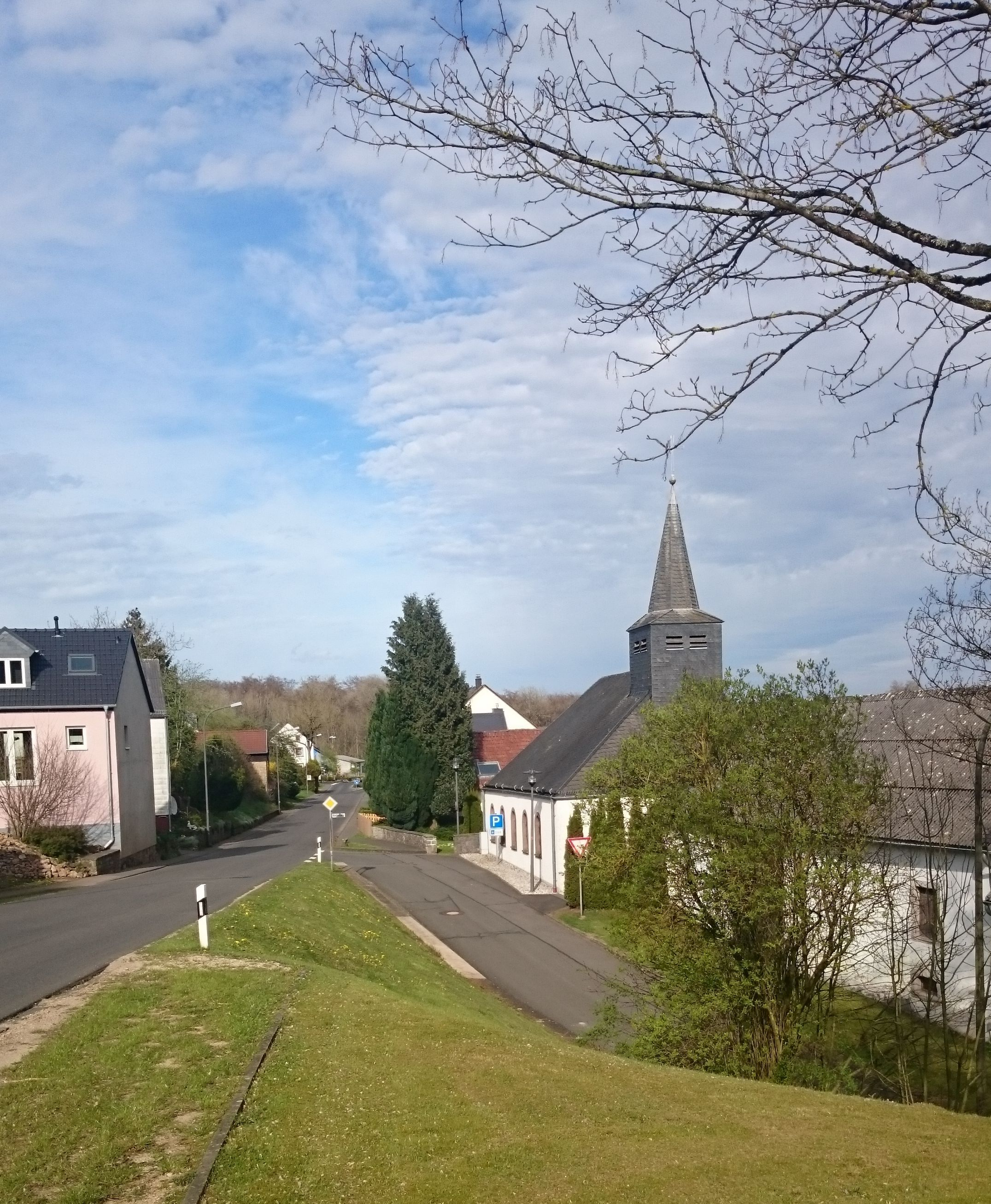
Ortsbild mit Pfarrkirche

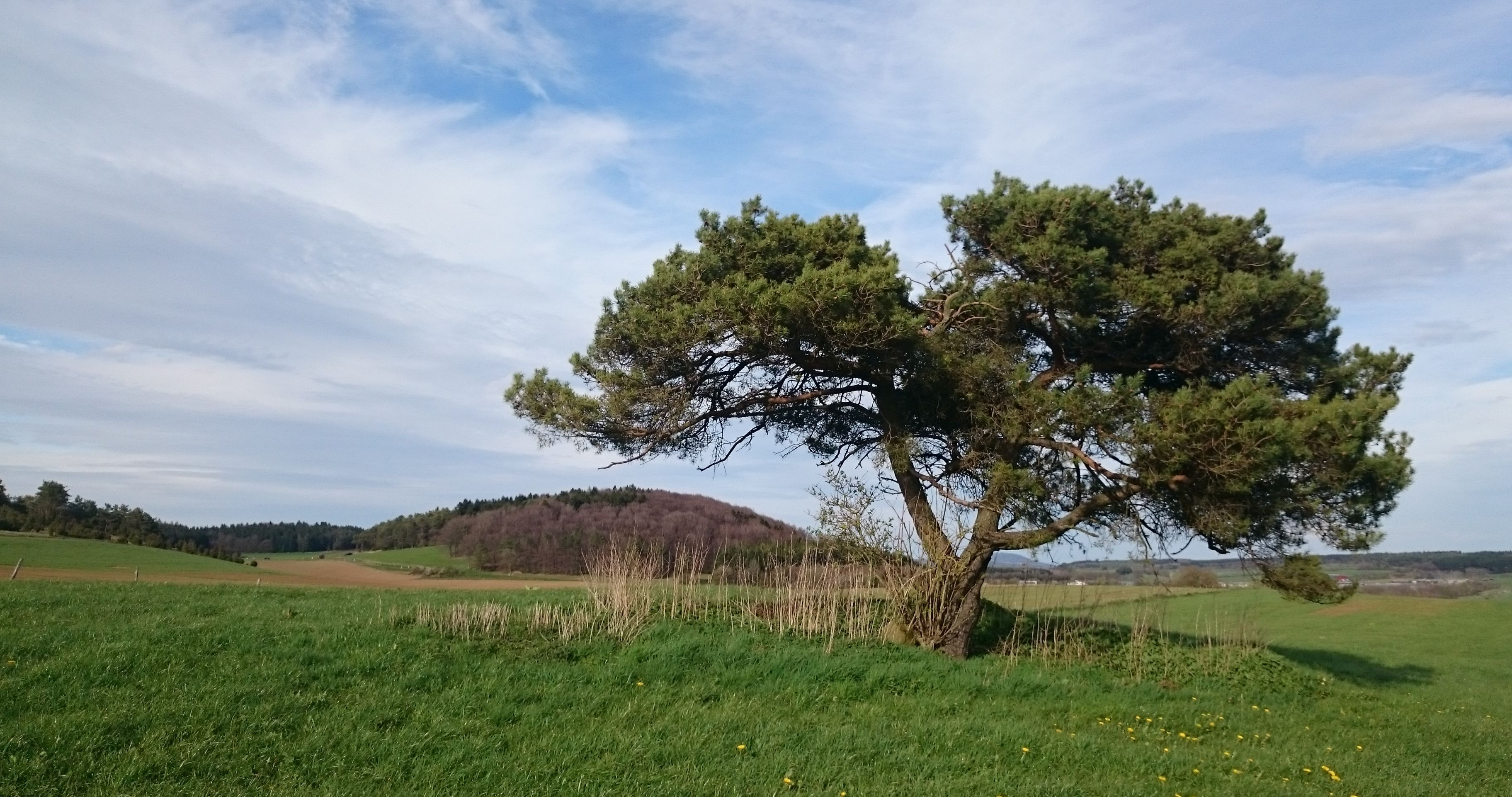
Eifellandschaft bei Feusdorf

Feusdorf ist eine Ortsgemeinde im Landkreis Vulkaneifel in Rheinland-Pfalz. Sie gehört der Verbandsgemeinde Gerolstein an.

## Geographische Lage
Der Ort liegt in der Eifel. Zur Gemeinde gehört der Wohnplatz Waldhof.

## Geschichte
Feusdorf wurde erstmals im Jahre 1373 als „Feußdorf“ urkundlich erwähnt.
Bevölkerungsentwicklung
Die Entwicklung der Einwohnerzahl von Feusdorf, die Werte von 1871 bis 1987 beruhen auf Volkszählungen:
| Jahr | Einwohner |
| ---- | --------- |
| 1815 | 102       |
| 1835 | 175       |
| 1871 | 249       |
| 1905 | 308       |
| 1939 | 266       |
| 1950 | 316       |
| 1961 | 313       |

| Jahr | Einwohner |
| ---- | --------- |
| 1970 | 417       |
| 1987 | 498       |
| 1997 | 584       |
| 2005 | 596       |
| 2011 | 504       |
| 2017 | 497       |
| 2023 | 511       |

## Politik

### Gemeinderat
Der Gemeinderat in Feusdorf besteht aus zwölf Ratsmitgliedern, die bei der Kommunalwahl am 9. Juni 2024 in einer Mehrheitswahl gewählt wurden, und dem ehrenamtlichen Ortsbürgermeister als Vorsitzendem.

### Bürgermeister
Franz-Josef Hilgers wurde 2004 Ortsbürgermeister von Feusdorf. Bei der Direktwahl am 26. Mai 2019 wurde er mit einem Stimmenanteil von 65,80 % in seinem Amt bestätigt. Da bei der Direktwahl am 9. Juni 2024 kein Wahlvorschlag eingereicht wurde, obliegt die Neuwahl des Bürgermeisters gemäß rheinland-pfälzischer Gemeindeordnung dem Rat. Dieser konnte ebenfalls keinen Kandidaten finden. Der bisherige Ortsbürgermeister Franz-Josef Hilgers führt die Aufgaben geschäftsführend weiter.

### Wappen
| Wappen von Feusdorf | Blasonierung: „In Gold ein schwarzes Hirschgeweih mit silbernem Grind, belegt mit rotem, fünflatzigen Turnierkragen.“ |
| Wappen von Feusdorf | Wappenbegründung: Feusdorf gehörte zur Herrschaft Jünkerath in der Grafschaft Blankenheim, bis Ende des 18. Jahrhunderts das linke Rheinufer nach dem Ersten Koalitionskrieg französisch wurde. Auf diese Zugehörigkeit weist die Farbgebung in Schwarz, Gold und Rot hin, die als Farben der Grafschaft in das Wappen übernommen wurden, wie auch der rote Turnierkragen, der sich stets auf dem Manderscheid-Blankenheimer Löwen als Wappentier der Grafschaft befindet. Das Hirschgeweih mit Grind wurde von einem Siegel des Clais von Feusdorf aus dem Jahre 1373 übernommen. |